# Chahbulag
La forteresse Chahbulag (en azeri : Şahbulaq qalası ) est une forteresse située sur le territoire de la région de Chahbulag  près de la source Chahbulag dans la région d'Aghdam en Azerbaïdjan.

## Histoire de la forteresse
Après la mort du dirigeant iranien Nadir Shah, le territoire du Caucase a été divisé en plusieurs khanats, dont le Khanat du Karabakh fondé par Panah Ali Khan Javanshir. La première capitale du khanat était le château de Bayat construit en 1748. La capitale fut bientôt déplacée vers le château de Chahbulag nouvellement construit situé dans les basses terres du Karabakh. Au milieu du XVIIIe siècle, sur ordre du fondateur du Khanat du Karabakh, Panah Ali Khan, on construit une forteresse au lieu de la moins fiable forteresse de Bayat. La forteresse de Chahbulag était entourée de hauts murs. Le complexe qui comprenait des mosquées, des maisons, des bains et un marché est construit en 1751–52. Lors de la construction, du calcaire et de la pierre de taille sont utilisés. Seuls le château lui-même et la mosquée à son extrémité nord-ouest ont survécu. Le château a une conception architecturale rectangulaire et ses murs extérieurs sont renforcés par des tours circulaires et semi-cylindriques. Les murs et les tours contiennent des embrasures et des merlons typiques des structures de défense.

## Mosquée Chahbulag
La mosquée est située dans la partie nord-ouest de la forteresse du même nom. Le bâtiment de la mosquée se compose d'une petite salle de prière en pierre avec un dôme carré de 5,1 mètres de haut et une véranda orientée à l'est.
La mosquée Chahbulag, entièrement construite en calcaire local, se compose de trois balcons voûtés et d'une salle de prière. Les arcs du balcon reposent sur une paire de piliers en pierre proportionnellement élancés. Le plafond est terminé sous la forme d'un arc. Comme la salle de culte est carrée, le plafond est complété sous la forme d'un dôme à l'intérieur et le toit est réalisé sous une forme à deux pentes en ajoutant de nouveaux matériaux de toiture à l'extérieur du dôme. Il s'agissait de créer des conditions favorables à l'écoulement immédiat des eaux naturelles. Les khans du Karabakh gardaient environ 3 000 cavaliers à cheval dans le château de Chahbulag à tout moment à des fins de défense.  